# Luis García Berlanga

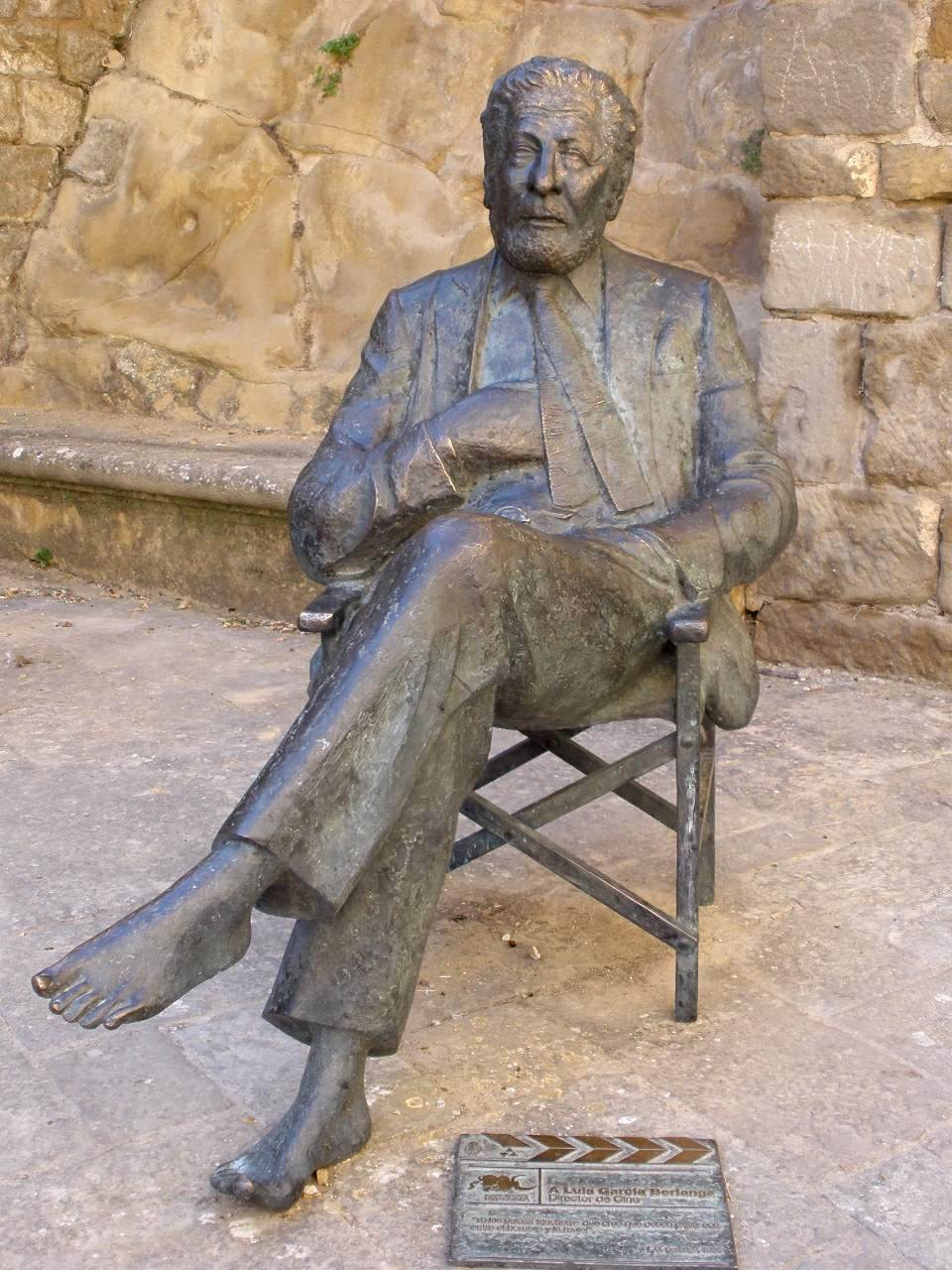
Luis García Berlanga

Luis García-Berlanga Martí (Valencia, 12 giugno 1921 – Pozuelo de Alarcón, 13 novembre 2010) è stato un regista e sceneggiatore spagnolo.

## Biografia
I suoi primi anni di carriera sono tra le file dell'opposizione a Francisco Franco insieme all'amico Juan Antonio Bardem con il quale gira, nel 1951, Quella coppia felice.
Il 1952 è l'anno della sua consacrazione a livello internazionale grazie al successo di Benvenuto, Mister Marshall!.
Dall'incontro con lo sceneggiatore Rafael Azcona prende il via un nuovo filone cinematografico, più attento alla denuncia sociale e ricco di humor. Nei suoi film c'è una particolare attenzione alle situazioni e ai dialoghi che pur non essendo particolarmente espliciti riuscivano a trasmettere un messaggio chiaro aggirando la censura franchista.
È autore anche di un libro, Il pupazzo, dal quale, nel 1978, è stato tratto l'omonimo film diretto da René Cardona e interpretato da Lando Buzzanca.
Dal matrimonio con María Jesús Manrique de Aragón nacquero quattro figli, due dei quali Carlos e Jorge lavorarono nel mondo del cinema come il padre, il primo come sceneggiatore il secondo come musicista.
Durante la sua carriera ha raccolto premi (od anche soltanto candidature) e riconoscimenti vari, non solo in patria. Grazie al Festival di Karlovy Var è stato eletto uno dei 10 registi più importanti del mondo.
È scomparso nel 2010 all'età di 89 anni

## Filmografia

### Regista
- Quella coppia felice (Esa pareja feliz), co-regia di Juan Antonio Bardem (1951)
- Benvenuto, Mister Marshall! (Bienvenido, Mister Marshall) (1952)
- Novio a la vista (1954)
- Calabuig (1956)
- Arrivederci, Dimas (Los jueves, milagro) (1957)
- Placido (1961)
- Le quattro verità (Les quatre vérités), episodio La morte e il carnefice (La mort et le bûcheron) (1962)
- La ballata del boia (El verdugo) (1963)
- Las pirañas o La boutique (1967)
- ¡Vivan los novios! (1970)
- Life Size (Grandezza naturale) (Grandeur nature) (1973)
- La escopeta nacional (1978)
- Patrimonio nazionale (Patrimonio nacional) (1981)
- Nacional III (1982)
- La vaquilla (1985)
- Mori e cristiani (Moros y cristianos) (1987)
- Tutti in carcere (Todos a la cárcel) (1993)
- París Tombuctú (1999)
- El sueño de la maestra - cortometraggio (2002)

### Produttore
- Tenemos 18 años, regia di Jesús Franco (1959)

## Onorificenze
Stella postuma nel Paseo de la Fama de Madrid - 2011